# Dryocampa
Dryocampa is een geslacht van vlinders uit de familie van de nachtpauwogen (Saturniidae) en de onderfamilie Ceratocampinae.

## Soorten
- Dryocampa alba Grote, 1874
- Dryocampa pallida Bowles., 1875
- Dryocampa rubicunda (Fabricius, 1793)